# Vindula austrosundana
Vindula austrosundana är en fjärilsart som beskrevs av Hans Fruhstorfer 1897. Vindula austrosundana ingår i släktet Vindula och familjen praktfjärilar. Inga underarter finns listade i Catalogue of Life.